# Digby Johns McLaren
Digby Johns McLaren (né le 11 décembre 1919 à Carrickfergus en Irlande du Nord et mort le 8 décembre 2004 à Ottawa) est un géologue et paléontologue canadien

## Biographie
Digby Johns McLaren a obtenu un baccalauréat et une maîtrise de l'université de Cambridge. Il s'est établi au Canada en 1948. Il a obtenu en 1951 un doctorat en géologie de l'université du Michigan.
Il a été de 1987 à 1990, président de la Société royale du Canada.

## Honneurs
- 1968 - Fellow de la Société royale du Canada
- 1979 - Fellow de la Royal Society de Londres
- 1987 - Médaille Logan
- 1987 - Officier de l'ordre du Canada